# リア・デ・メイ
リア・デ・メイ（Lea De Mae、本名：Andrea Absolonová、1976年12月26日 - 2004年12月9日）はチェコのアダルトモデル、ポルノ女優である。ポルノ業界に入る前は飛込競技の選手だった。

## 伝記
彼女は1976年にチェコスロバキアに生まれ、飛込競技のナショナルチームのメンバーとなったが、1996年のアトランタオリンピックに向けた10mの台からの練習中に事故で脊椎を損傷した。彼女は怪我から復帰し、2000年のシドニーオリンピックの代表に内定したが、問題が続いて引退した。その後彼女は写真家からヌードの撮影を説得され、アダルト業界に入った。
彼女は80本以上のアダルト映画に出演した。デビュー作はアメリカの小さな会社の映画だったが、その美しさからすぐに受け入れられた。アメリカからヨーロッパに戻り、母国でさらにアダルト映画への出演を続けたが、しばらくしてまたアメリカへ戻った。
リア・デ・メイはシルヴィア・セイント、ダニエラ・ラッシュ、モニカ・スイートハートとともに「ドリーム・チーム」として知られ、チェコの初期のアダルト界を代表する女優となった。2004年のAVNアワードの外国人女優部門にもノミネートされた。
リアは2004年7月に悪性の脳腫瘍の一種、膠芽腫と診断された。闘病中には世界中のファンや芸術家が、彼女がプラハで設立した医療ファンドを支援したものの、2004年12月9日、28歳の誕生日を17日前にして亡くなった。